# Kepler-4b
Kepler-4b, conhecido inicialmente como KOI 7.01, é um planeta extrassolar detectado por trânsito pela sonda Kepler. Seu raio e massa são semelhantes aos de Netuno; no entanto, como está muito perto de sua estrela, é muito mais quente que qualquer planeta do Sistema Solar. Sua descoberta foi anunciada em 4 de janeiro de 2010 em Washington, D.C. junto com quatro outros planetas detectados pela sonda Kepler e confirmados por telescópios no Observatório W. M. Keck.

## Nomenclatura e história
Kepler-4b tem esse nome porque foi o primeiro planeta descoberto orbitando Kepler-4. A estrela, por sua vez, foi nomeada a partir da missão Kepler, que é operada pela NASA com o objetivo de descobrir planetas parecidos com a Terra usando o método de trânsito. Usando esse método, a sonda Kepler nota uma pequena diminuição no brilho da estrela, que acontece devido a um planeta que passa na frente dela. Inicialmente, Kepler-4b foi detectado como um evento de trânsito pela sonda Kepler e considerado um objeto de interesse com a designação KOI 7.01.
Medições de velocidade radial feitas no Observatório W. M. Keck confirmaram que o trânsito foi causado por um planeta e estabilizaram uma massa estimada para ele. A descoberta foi anunciada em 4 de janeiro de 2010 junto com outros quatro planetas detectados pela sonda Kepler: Kepler-5b, 6b, 7b e 8b num encontro da American Astronomical Society em Washington, D.C.

## Características
Kepler-4b orbita sua estrela em 3,213 dias e uma distância de 0,046 UA. Mercúrio, por comparação, está a 0,39 UA do Sol. Consequentemente, Kepler-4b é extremamente quente, com uma temperatura estimada em mais de 1700 K. Possui uma massa estimada em 25 massas terrestres e um raio 4 vezes maior que o da Terra. Isso deixa Kepler-4b parecido com Netuno em raio e massa, mas com uma temperatura que não é comparável com nenhum planeta do Sistema Solar (Vênus, o planeta mais quente, tem uma temperatura de apenas 735 Kelvin).